# Adriana Carmona
Adriana Carmona Gutiérrez (geb. 3. Dezember 1972 in Puerto La Cruz) ist eine erfolgreiche Taekwondo-Kämpferin aus Venezuela. Sie nahm insgesamt an drei Olympischen Spielen (2000, 2004 und 2008) teil. Dabei errang sie 2004 in Athen die Bronzemedaille im Schwergewicht, wobei sie den Kampf um den dritten Platz gegen Natalia Silva-Falavigna aus Brasilien mit 7 zu 4 für sich entscheiden konnte.
Weitere Erfolge waren der zweite Platz bei der Taekwondo-Weltmeisterschaft 1993 in New York, der dritte Platz beim World Cup 1996 in Rio de Janeiro und mehrere Platzierungen bei Kontinentalwettkämpfen, darunter der erste Platz bei den Pan American Championships 1996 in Havanna.

## Einzelnachweis
1. ↑  TaekwondoData hier online, zuletzt eingesehen am 1. Januar 2019

| Personendaten    | Personendaten                                   |
| ---------------- | ----------------------------------------------- |
| NAME             | Carmona, Adriana                                |
| ALTERNATIVNAMEN  | Carmona Gutiérrez, Adriana (vollständiger Name) |
| KURZBESCHREIBUNG | venezolanische Taekwondoin, Olympiateilnehmerin |
| GEBURTSDATUM     | 3. Dezember 1972                                |
| GEBURTSORT       | Puerto La Cruz, Venezuela                       |